# Gal (raper)
Gal, właściwie Paweł Błoński (ur. 1983) – polski raper. Paweł Błoński znany jest przede wszystkim z występów w duecie wraz z producentem muzycznym Danielem „DNA” Truszem. Efektem współpracy były trzy płyty: nielegale Prolog (2003) i Atak (2005) oraz wydany przez My Music album pt. Niewidzialni (2006).
W 2007 roku raper zaprzestał działalności artystycznej.

## Dyskografia
| Prolog (oraz DNA)           | - Data: 2003 - Wydawca: brak (nielegal)     | —  |
| Atak (oraz DNA)             | - Data: 2005 - Wydawca: brak (nielegal)     | —  |
| Niewidzialni (oraz DNA)     | - Data: 7 sierpnia 2006 - Wydawca: My Music | 37 |
| "—" album nie był notowany. |                                             |    |

| Tytuł          | Rok  | Pozycja na liście |
| Tytuł          | Rok  | SLiP              |
| -------------- | ---- | ----------------- |
| "Budzić świat" | 2006 | 32                |

| Album                     | Rok  | Utwór                      | Źródło |
| ------------------------- | ---- | -------------------------- | ------ |
| Rap Eskadra 3             | 2005 | DNA & Gal – "Być spoko"    | [ 10 ] |
| Rap Eskadra 4 – Lato 2006 | 2006 | DNA & Gal – "Budzić świat" | [ 11 ] |
| Rap Eskadra 5 – Zima 2007 | 2006 | DNA & Gal – "Więcej uczuć" | [ 12 ] |

## Teledyski
| Tytuł                     | Rok  | Reżyseria/Realizacja | Album        | Źródło |
| ------------------------- | ---- | -------------------- | ------------ | ------ |
| "Budzić świat" (oraz DNA) | 2006 | RybaFilm             | Niewidzialni | [ 13 ] |
| "Więcej uczuć" (oraz DNA) | 2006 | —                    | Niewidzialni | [ 14 ] |